# Margaretta filiformis
Margaretta filiformis är en mossdjursart som först beskrevs av Ferdinand Canu och Ray Smith Bassler 1929.  Margaretta filiformis ingår i släktet Margaretta och familjen Margarettidae. Inga underarter finns listade i Catalogue of Life.